# Cernești (gmina)
Cernești – gmina w Rumunii, w okręgu Marmarosz. Obejmuje miejscowości Brebeni, Cernești, Ciocotiș, Fânațe, Izvoarele, Măgureni i Trestia. W 2011 roku liczyła 3741 mieszkańców.